# Brug 1223
Brug 1223 is een bouwkundig kunstwerk in Amsterdam-Zuidoost.
De brugnummers 1200-1299 in Amsterdam behoren veelal bij bruggen uit de jaren zeventig, die geplaatst werden tijdens de bouw van de wijk Bijlmermeer. Uitzondering daarop zijn de bruggen met nummers 1216 tot 1224. Zij liggen weliswaar in Amsterdam-Zuidoost, maar werden gebouwd tijdens de herinrichting van het Nelson Mandelapark, tot 2014 Bijlmerpark geheten. Francine Houben van Mecanoo richtte het park opnieuw in waarbij er in het zuidelijk deel (ten zuiden van Karspeldreef) een grote vijver werd gegraven (en een andere gedempt). Die vijver wordt door midden gesneden door brug 1223. Deze brug wijkt af van de andere bruggen uit die serie. Bruggen in het park, inclusief de in 2021 gebouwde Reigersbospadbrug, hebben leuningen/balustrades met sierlijke linten. Brug 1223 heeft het uiterlijk van een havensteiger, dus zonder leuningen en balustrades. Bijzonder aan de brug is dat ze zich aan beide uiteinden splitst in twee af- en toevoeren.
Ten zuidoosten van de brug staat de Vlinderheuvel.

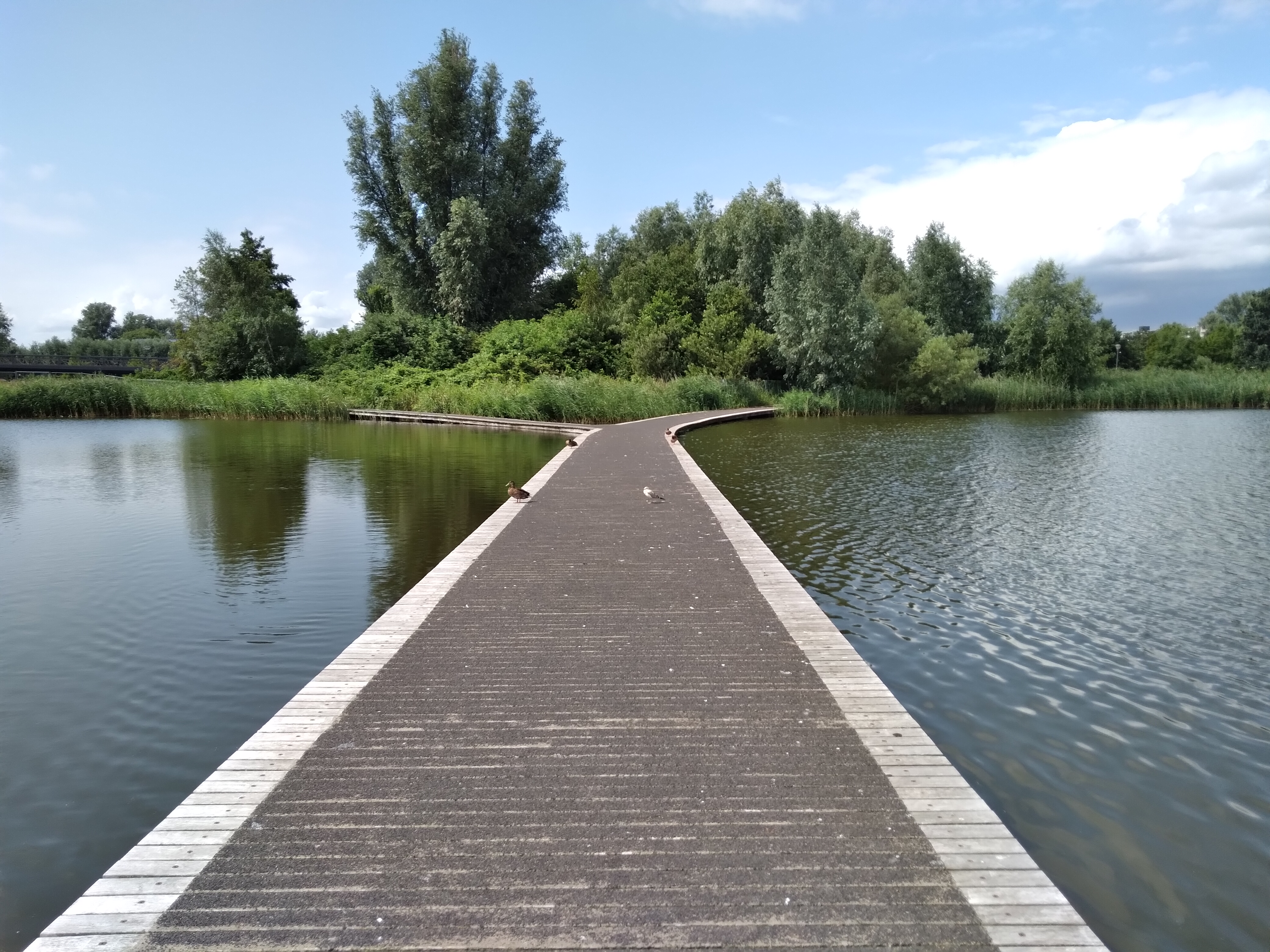
Westelijk eind van brug 1223 (augustus 2021). Links op de achtergrond Reigersbospadbrug.

<<< · 1201 · 1207 · 1208 · 1209 · 1210 · 1211 · 1212 · 1213 · 1216 · 1217 · 1218 · 1219 · 1220 · 1221 · 1223 · 1224 · 1230 · 1231 · 1246 · 1259 · 1260 · 1261 · 1263 · 1264 · 1265 · 1266 · 1267 · 1268 · 1269 · 1270 · >>>
Brugnummers 1200, brug 1202 (Ouder-Amstel), 1203-1206, 1214, 1215, 1222, 1225-1229, 1232-1245, 1247-1258, 1262 en 1271-1299 zijn niet (meer) in gebruik.